# 5-я дивизия войск НКВД по охране железнодорожных сооружений
5-я дивизия войск НКВД по охране железнодорожных сооружений — воинское соединение НКВД СССР в Великой Отечественной войне.

## История
Приказом НКВД СССР № 00206 от 08.03.1939 «О реорганизации Управления пограничными и внутренними войсками» во исполнения Постановления СНК СССР № 154-16сс от 02.02.1939 «О реорганизации управления пограничными и внутренними войсками» 6-я Харьковская бригада внутренней охраны НКВД переформирована в 5-ю дивизию войск НКВД СССР по охране железнодорожных сооружений.
Управление дивизии и 1-й отдельный батальон дислоцировались в Харькове, 3-й отдельный батальон в Сталино, 54-й полк в городе Днепропетровск, 59-й полк в Армавире.
До Великой Отечественной войны дивизия выполняла задачи по охране железнодорожных сооружений на Южной железной дороге, Курской железной дороге, Северо-Донецкой железной дороге, Южно-Донецкой железной дороге, Московско-Донбасской железной дороге, Сталинградской железной дороге, железной дороге имени Ворошилова, Сталинской железной дороге.
В 1940 году 10-й отдельный зенитно-артиллерийский дивизион дивизии принимал участие в Советско-Финской войне. 1 февраля 1941 года дивизион был передан в состав РККА.
На 22 июня 1941 года дивизия дислоцировалась:
- Штаб дивизии — Харьков
- 54-й полк
  - штаб полка и службы Днепропетровск
  - 1-я рота — Днепропетровск
  - 2-я рота — станция Синельниково
  - 3-я рота — станция Запорожье
  - 4-я рота — станция Апостолово
  - 5-я рота — Симферополь
  - резервная рота — Днепропетровск
  - полковая школа — Днепропетровск
  - комендатура войск НКВД — Харьков
  - клуб войск НКВД — Харьков
- 59-й полк
  - штаб полка и службы — Армавир
  - 1-й батальон — Ростов-на-Дону
    - 1-я рота — Сталинград
    - 2-я рота — Ростов-на-Дону

  - 2-й батальон — Краснодар
    - 3-я рота — Краснодар
    - 4-я рота — станция Белореченская

  - 3-й батальон — Туапсе
    - 5-я рота — Туапсе, Сочи
    - 6-я рота — Сочи

  - резервная рота — Армавир
  - полковая школа — Армавир
  - бронепоезд — станция Тихорецкая
- 81-й полк
  - штаб полка и службы — Харьков
  - 1-й батальон — Харьков
    - 1-я рота — станция Орёл
    - 2-я рота — станция Харьков
    - 3-я рота — станция Крюков

  - 2-й батальон — Красный Лиман
    - 4-я рота — станция Красный Лиман
    - 5-я рота — станция Дебальцево
    - резервная рота — Харьков
    - полковая школа — Красный Лиман
- 15-й отдельный батальон
  - штаб — Воронеж
    - 1-я рота — Воронеж
    - 2-я рота — станция Елец
    - резервный взвод — Воронеж
    - учебный взвод — Воронеж[3]

В составе действующей армии с 26 июня 1941 года по 15 января 1942 года.
С 26 июня 1941 года по указанию НКВД № 31 войска дивизии находились в оперативном подчинении начальника войск НКВД по охране войскового тыла Юго-Западного фронта. Численность дивизии на эту дату составляла 8193 человека.
В период Великой Отечественной войны дивизия выполняла задачи по охране Южной железной дороги, Курской железной дороги, Северо-Донецкой железной дороги, Южно-Донецкой железной дороги, Ленинской железной дороги, Юго-Восточной железной дороги, Московско-Донбаской железной дороги, войскового тыла Южного, Западного фронтов (Восточная Украина, Тула, Воронеж).
9 августа 1941 года 81-й полк дивизии удержал мост через Днепр в городе Крюков, что позволило советским войскам переправиться на левый берег Днепра, после чего мост был уничтожен.
2 сентября 1941 года в бою за мост через реку Самара 54-й стрелковый полк уничтожил 70 солдат противника.
4 сентября 1941 года 81-й полк вели бой за станцию Потоки. К 15.00 полк отошёл за реку Псёл, взорвав за собой мосты. Бронепоезд «Маршал Будённый», подошедший к станции в 15.45 позволил задержать противника на пять часов, после чего он был взорван командой, которая отошла за реку.
В октябре 1941 года 5-я рота 54-го полка, находившаяся в Симферополе отступила в Севастополь и 10 ноября была включена в состав сводного пограничного полка Приморской армии. Бронепоезда дивизии осуществляли боевую деятельность на железных дорогах Донбасса. Резервная рота 115-го полка участвовала в обороне Мценска. 1-я рота того же полка участвовала в обороне Тулы.
На 4 ноября 1941 года дивизия находилась на железнодорожной станции Лиски в распоряжении Оперативной группы войск НКВД СССР.
Приказом НКВД СССР № 00293 от 11.02.1942 года дивизия была переформирована в 26-ю дивизию войск НКВД СССР по охране железных дорог.

## Состав
- 3-й железнодорожный полк (с 28.07.1939 по 29.11.1940)
- 54-й железнодорожный полк
- 59-й железнодорожный полк (до 01.07.1941)
- 81-й железнодорожный полк (с 29.11.1940)
- 113-й железнодорожный полк (с 23.06.1941)
- 115-й железнодорожный полк (с 23.06.1941 по 28.10.1941)
- 125-й железнодорожный полк (с 29.01.1942)
- 1-й отдельный железнодорожный батальон (с 08.03.1939 по 08.07.1939)
- 3-й отдельный железнодорожный батальон (с 08.03.1939 по 08.07.1939)[7]

## Командиры
- Соловьёв, Филипп Яковлевич, комбриг (с 04.06.1940 года генерал-майор) — (08.03.1939 — 27.06.1941)
- Микрюков, Михаил Евдокимович, полковник — (27.06.1941 — 26.07.1941)
- Карасик, Хаим Рубинович[8], полковник — (26.07.1941 — 11.02.1942)